# Ostfriesiska möwen

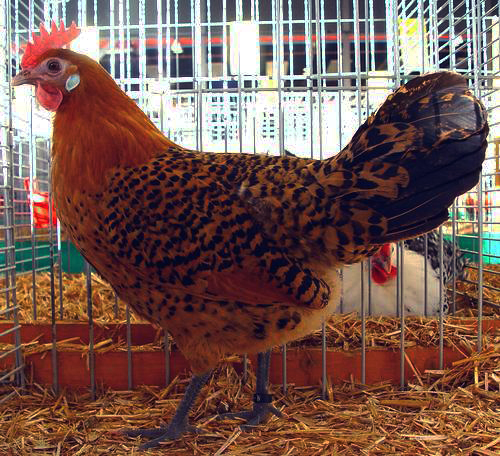
Ostfriesiska möwen guld

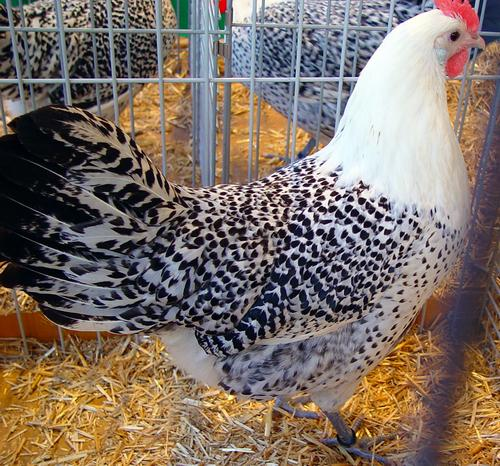
Ostfriesiska möwen silver

Ostfriesiska möwen är en lätt hönsras som kommer från Ostfriesland i Tyskland. Den är en mycket bra värpras som även har ett gott kött, vilket gör den till en bra kombinationsras. Rasen är en gammal lantras och är roust och rörlig och bra på att leta efter egen föda om den får gå fritt. Den har ett lugnt temperament och går lätt att få tam. En dvärgvariant av rasen finns framavlad, även den från Tyskland.
Rasen finns i två färgvarianter, guldfärgad och silverfärgad. En höna väger 1,7-2,5 kilogram och en tupp väger 2,2-3 kilogram. För dvärgvarianten är vikten för en höna cirka 800 gram och tuppen väger cirka 900 gram. Äggen är vita och äggvikten är ungefär 55 gram för stor ras och 35 gram för dvärgvarianten.

## Färger
- Guld
- Silver